# Камертон (фільм)
«Камертон» (рос. «Камертон») — радянський двосерійний телевізійний художній фільм 1979 року знятий режисером Вілленом Новаком на Одеській кіностудії.

## Сюжет
Школа, сім'я, стосунки в класі і перше кохання — такі проблеми старшокласників.

## У ролях
- Олена Шаніна
- Борис Сабуров
- Андрій Ташков
- Ірина Коритнікова
- Василь Фунтіков
- Анна Надточій
- Артур Сиротинский
- Поліна Качура
- Євген Іваничев
- Сергій Сазонтьєв
- Люсьєна Овчинникова
- Г. Потикалов
- Максим Пашков
- О. Пустовойт
- Володимир Гузар
- Олександр Градський

## Творча група
- Сценарист: Леонід Браславський
- Режисер-постановник: Віллен Новак
- Оператор-постановник: Володимир Ткаченко
- Художник-постановник: Наталя Ієвлева
- Композитор та автор тесту пісень: Олександр Градський
- Звукооператор: Анатолій Подлєсний
- Режисер: Е. Немировська
- Оператор: В. Березовський
- Малюнки: Надії Рушевої
- Художник по гриму: Вікторія Курносенко
- Редактор: Е. Демченко
- Інструментальний ансамбль «Скоморохи»
- Директор картини: Алла Мещерякова

## Нагороди
- X кінофестиваль «Молодість» (1979) — Приз журнала «Новини кіноекрана» актору А. Ташкову[1]